# Бруклінські копи
«Бруклінські копи» (англ. Brooklyn's Finest) — американський кримінальний трилер режисера Антуана Фукуа, що вийшов 2009 року. У головних ролях Річард Гір, Дон Чідл, Ітан Гоук, Веслі Снайпс.
Сценаристом стрічки був Майкл Мартін, продюсерами — Елі Кон, Безіл Іваник та інші. Вперше фільм продемонстрували 16 січня 2009 року у США на кінофестивалі «Санденс».
В Україні у кінопрокаті фільм не демонструвався. Переклад та озвучення українською мовою зроблено студією «1+1».

## Сюжет
Стрічка розповідає про трьох поліцейських з Брукліна. Вони між собою зовсім не пов'язані, один з них Кларенс «Танґо» Батлер працює під прикриттям, другий — Сальваторе «Сал» Просіда — корумпований з ніг до голови, а третій — Едвард «Едді» Дуґан — чесний поліцейський, що намагається спокійно дослужити до пенсії. Вони зустрінуться в один момент, а до цього часу кожен має пройти через те, що змусить його переоцінити своє життя.

## У ролях
| Актор              | Персонаж                                                 | Роль             |
| ------------------ | -------------------------------------------------------- | ---------------- |
| Річард Гір         | Едвард «Едді» Дуґан (англ. Edward "Eddie" Dugan)         | офіцер поліції   |
| Дон Чідл           | Кларенс «Танґо» Батлер (англ. Clarence "Tango" Butler)   | детектив поліції |
| Ітан Гоук          | Сальваторе «Сал» Просіда (англ. Salvatore "Sal" Procida) | детектив поліції |
| Веслі Снайпс       | Казанова «Каз» Філліпс (англ. Casanova "Caz" Phillips)   | злочинець        |
| Вінсент Д'Онофріо  | Боббі «Карло» Паверс (англ. Bobby "Carlo" Powers)        | злочинець        |
| Браян О'Бірн       | Ронні Розаріо (англ. Ronny Rosario)                      | детектив поліції |
| Вілл Паттон        | Білл Гобартс (англ. Bill Hobarts)                        | лейтенант        |
| Майкл К. Вільямс   | «Ред» (англ. "Red")                                      | злочинець        |
| Еллен Баркін       | Сміт (англ. Smith)                                       | агентка ФБР      |
| Логан Маршалл-Грін | Мелвіл Пентон (англ. Melvin Panton)                      | офіцер поліції   |
| Роберт Джон Берк   |                                                          | патрульний       |

## Сприйняття

### Критика
Фільм отримав змішані відгуки: Rotten Tomatoes дав оцінку 42 % на основі 144 відгуків від критиків (середня оцінка 5,4/10) і 46 % від глядачів із середньою оцінкою 3,1/5 (100,463 голоси). Загалом на сайті фільми має негативний рейтинг, фільму зарахований «гнилий помідор» від кінокритиків і «розсипаний попкорн» від глядачів, Internet Movie Database — 6,7/10 (43 944 голоси), Metacritic — 43/100 (33 відгуки критиків) і 5,4/10 від глядачів (50 голосів). Загалом на цьому ресурсі від критиків і від глядачів фільм отримав змішані відгуки.

### Касові збори
Під час показу у США, що почався 5 березня 2010 року, протягом першого тижня фільм був показаний у 1936 кінотеатрах і зібрав 13350299 $, що на той час дозволило йому зайняти 2 місце серед усіх прем'єр. Показ протривав 77 днів (11 тижнів) і зібрав у прокаті у США 27163593 $, а у решті світі — 9276608 $, тобто 36440201 $ загалом. Від продажу DVD-дисків було виручено 10647382 $.

### Нагороди і номінації[9]
| Рік  | Нагорода          | Категорія                                                       | Номінант                                                  | Результат |
| ---- | ----------------- | --------------------------------------------------------------- | --------------------------------------------------------- | --------- |
| 2010 | BET Awards        | Найкращий актор                                                 | Дон Чідл                                                  | Номінація |
| 2011 | Black Reel Awards | Найкращий актор другого плану                                   | Веслі Снайпс                                              | Перемога  |
| 2011 | Black Reel Awards | Найкращий актор                                                 | Дон Чідл                                                  | Номінація |
| 2011 | Black Reel Awards | Найкращий режисер                                               | Антуан Фукуа                                              | Номінація |
| 2011 | Black Reel Awards | Найкращий сценарій, оригінальний чи адаптований                 | Майкл Мартін                                              | Номінація |
| 2011 | Black Reel Awards | Найкраща оригінальна музика                                     | Марсело Зарвос                                            | Номінація |
| 2011 | Black Reel Awards | Найкраща пісня                                                  | Jay-Z, Ріанна, Каньє Вест, Ernest D. Wilson, Jeff Bhasker | Номінація |
| 2011 | Black Reel Awards | Найкращий фільм                                                 | Елі Кон, Безіл Іваник, Джон Ленґлі, Джон Томпсон          | Номінація |
| 2011 | Black Reel Awards | Найкращий кастинг                                               | Сюзанна Сміт, Мері Верньє                                 | Номінація |
| 2011 | Image Awards      | Видатне виконання другорядної чоловічої ролі                    | Дон Чідл                                                  | Номінація |
| 2011 | Image Awards      | Найкращий сценарій у кінофільмі (театральному чи телевізійному) | Майкл Мартін                                              | Номінація |